# Louis Chuard
Pour les articles homonymes, voir Chuard.
Louis Chuard, né le 18 juin 1827 à Corcelles-près-Payerne et mort le 14 avril 1907 à Corcelles-près-Payerne, est une personnalité politique suisse.

## Biographie
De confession protestante, originaire de Corcelles-près-Payerne, Louis Chuard est le fils de Jean-Pierre Chuard, agriculteur, et de Marianne Jaquemet. Il épouse Suzanne Rapin en premières noces et Marie-Elise Ney en secondes noces. Il devient agriculteur. Il est un des membres fondateurs de la Société vaudoise d'agriculture. Colonel fédéral en 1873, il prend une part active à la mise en vigueur de l'organisation militaire de 1874 et fonctionne comme instructeur d'arrondissement.

### Carrière politique
Louis Chuard est membre du Parti radical-démocratique. Il est député au Grand Conseil vaudois de 1857 à 1862 et de 1866 à 1873. Il est en parallèle syndic de Corcelles-près-Payerne de 1858 à 1863. Élu président du Grand Conseil le 5 mai 1873, il démissionne le 8 mai pour entrer au Conseil d'État ; il y dirige le département militaire et est le délégué du Conseil d'État au synode de l'Église nationale puis démissionne le 23 mai 1876 pour s'occuper de son domaine et devient préfet du district de Payerne entre 1877 et 1907. Il est de plus membre en 1884 de l'assemblée constituante nommée pour réviser la Constitution vaudoise de 1861,.